# Economia Lituaniei
Lituania este membră a Uniunii Europene, având cea mai mare economie dintre statele baltice. Folosește ca monedă Euro. Industria constă în producerea de utilaje pentru taierea metalurilor, motoare electrice, televizoare, frigidere, congelatoare, rafinarea petrolului, constructii navale, prelucrarea mobilei, textila, prelucrarea alimentelor, îngrășăminte, utilaje agricole, calculatoare, bijuterii din chihlimblar.
Lituania prezintă resurse minerale importante(turbă, roci de construcție: calcar, cretă, nisipuri marțifere, domolită, ghips). Industria este dezvoltată și diversificată: industria alimentară (lactate, bere, conserve de pește), constructoare de mașini (autovehicule, nave maritime, ascensoare, mecanică fină), chimică (mase plastice, fire și fibre sintetice, hârtie, celuloză) și textilă. Agricultura este specializată pe creșterea animalelor (bovine, porcine), însă se practică și cultura plantelor: secară, orz, ovăz, sfeclă de zahăr, cartofi, in, cânepă și legume. Alte produse agricole: vită, lapte, oua, pește. Rata șomajului este de aproximativ 5%, iar forța de muncă activă este de peste 1.600.000 de persoane. Ponderea sectoarelor economice este: agricultură 5,5%, industrie 33,3% și servicii 61,2%.
Produsul Intern Brut este de $48,137 miliarde dolari, salariul minim de $ 277 / luna și salariul mediu de $724 / lună.